# Маккена, Уэнди
Уэ́нди Макке́на (англ. Wendy Makkena; род. 4 октября 1958) — американская актриса.

## Жизнь и карьера
Уэнди Маккена родилась в Нью-Йорке и начала свою карьеру в 1986 году с роли в дневной мыльной опере «Санта-Барбара». Позже она появилась в нескольких телесериалах и фильмах, самые значимые из которых «Действуй, сестра», его сиквел «Действуй, сестра 2», а также «Затерянный лагерь» и «Король воздуха».
Маккена снялась в нескольких недолго просуществовавших сериалах, в том числе в «Их собственная лига» (1993), «Работа» (2001—2002), «Оливер Бин» (2003—2004) и «Внимание, внимание!» (2004—2005). Также она выступала в нескольких Бродвейских мюзиклах и имела второстепенные роли в телесериалах «Справедливая Эми» и «Морская полиция: Спецотдел». Кроме этого она была гостем во множестве сериалов, таких как «Закон и порядок», «Говорящая с призраками» и «Отчаянные домохозяйки». В 2012 году она получила постоянную роль в сериале канала Fox «Доктор мафии», где играет роль матери главной героини.

## Избранная фильмография
- 1988 — Восьмёрка выбывает из игры / Eight Men Out
- 1992 — Действуй, сестра / Sister Act
- 1993 — Действуй, сестра 2 / Sister Act 2: Back In The Habit
- 1994 — Затерянный лагерь / Camp Nowhere
- 1995 — Молчи и служи: история Маргарет Каммермейер / Serving in Silence: The Margarethe Cammermeyer Story
- 1997 — Король воздуха/ Air Bud
- 1998 — В поисках севера / Finding North
- 1999—2000 — Справедливая Эми / Judging Amy
- 2001—2002 — Работа / The Job
- 2003—2004 — Оливер Бин / Oliver Beene
- 2004—2005 — Внимание, внимание! / Listen Up
- 2007 — Доктор Хаус / House — доктор Джули Уитнер
- 2009 — Большая игра / State of Play
- 2009 — Отчаянные домохозяйки / Desperate Housewives — Фрэн Шульман
- 2011—2012 — Морская полиция: Спецотдел / NCIS
- 2012 — Доктор мафии / The Mob Doctor